# Chiesa di San Pietro Apostolo (Noceto)
La chiesa di San Pietro Apostolo è un luogo di culto cattolico dalle forme neobizantine, situato in via Costa Pavesi 47 a Costamezzana, frazione di Noceto, in provincia e diocesi di Parma; è sede di una parrocchia compresa nella zona pastorale della Pedemontana.

## Storia
La chiesa fu costruita a partire dal 1909 nel nuovo borgo basso di Costamezzana, per sostituire l'ormai inadeguata cappella medievale posta all'interno del castello; i lavori furono completati nel 1917, ma la facciata fu innalzata solo nel 1930, su progetto dell'architetto Camillo Uccelli.
Nel 1932 fu edificata la vicina canonica.
Nel 1953 fu costruita la monumentale scalinata di fronte alla facciata, su progetto dell'ingegner Celeste Merini.
Nel 1954 le due cappelle principali e l'abside furono decorate con affreschi dal pittore nocetano Pietro Furlotti.

## Descrizione

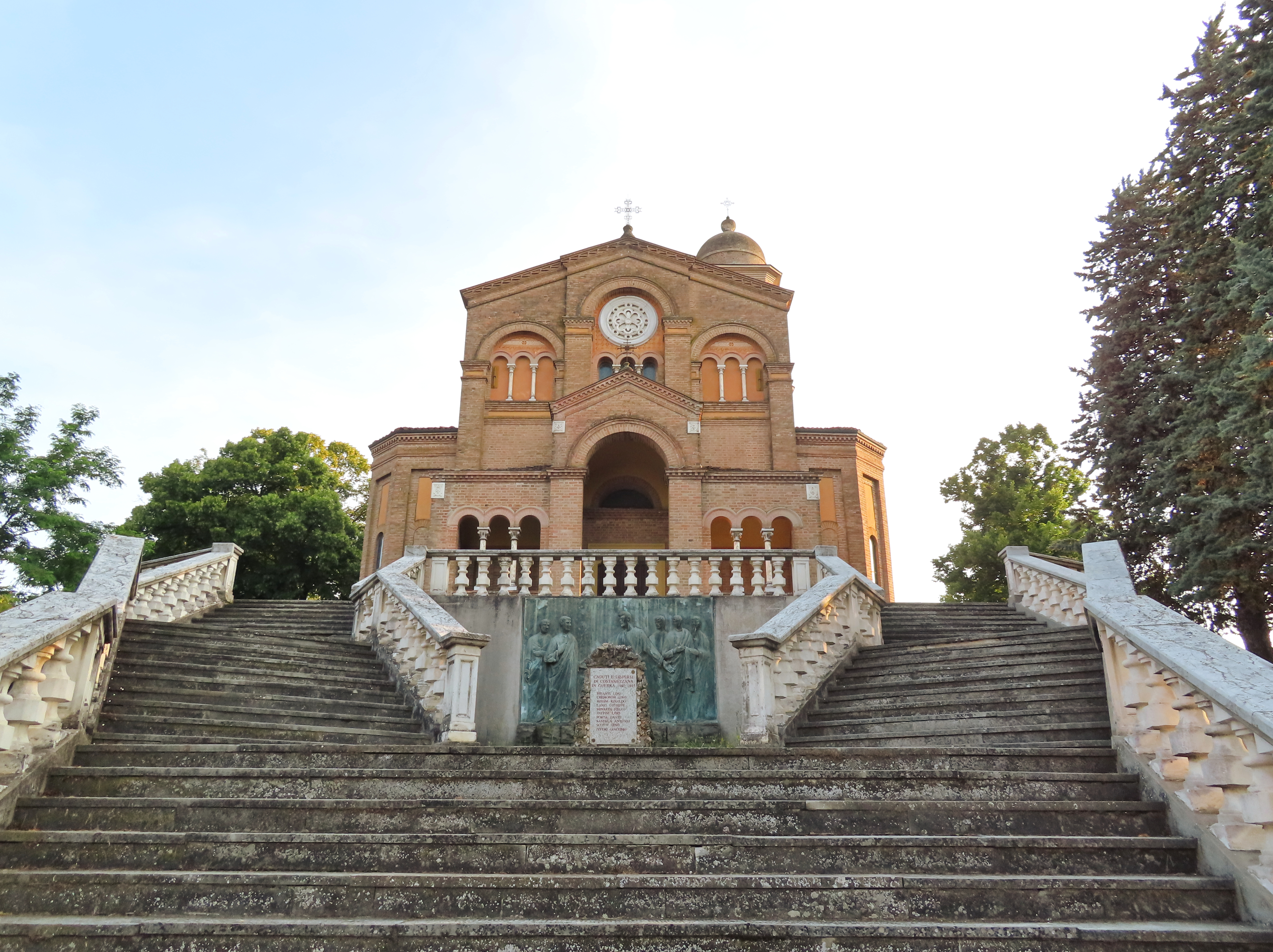
Facciata

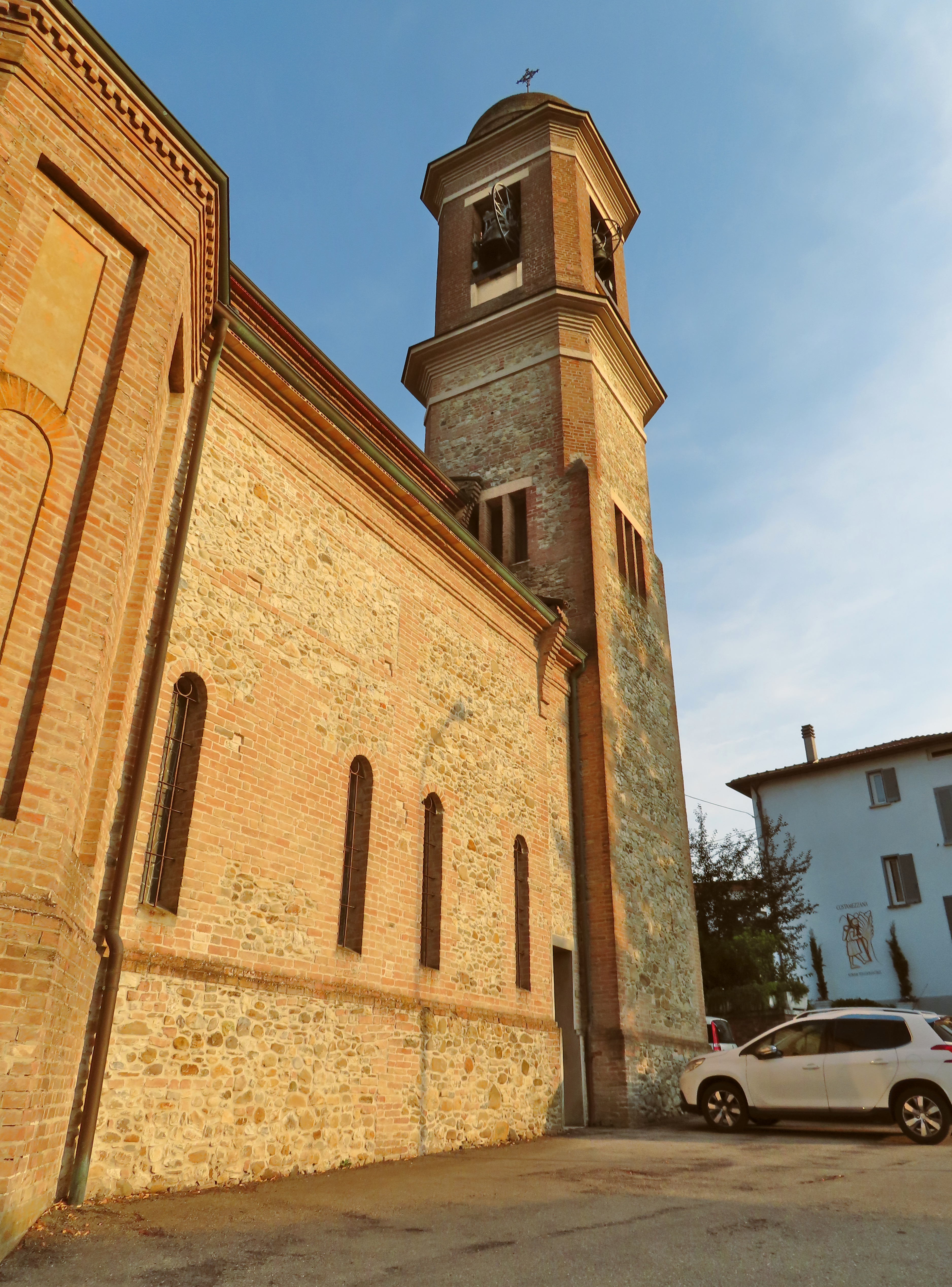
Campanile

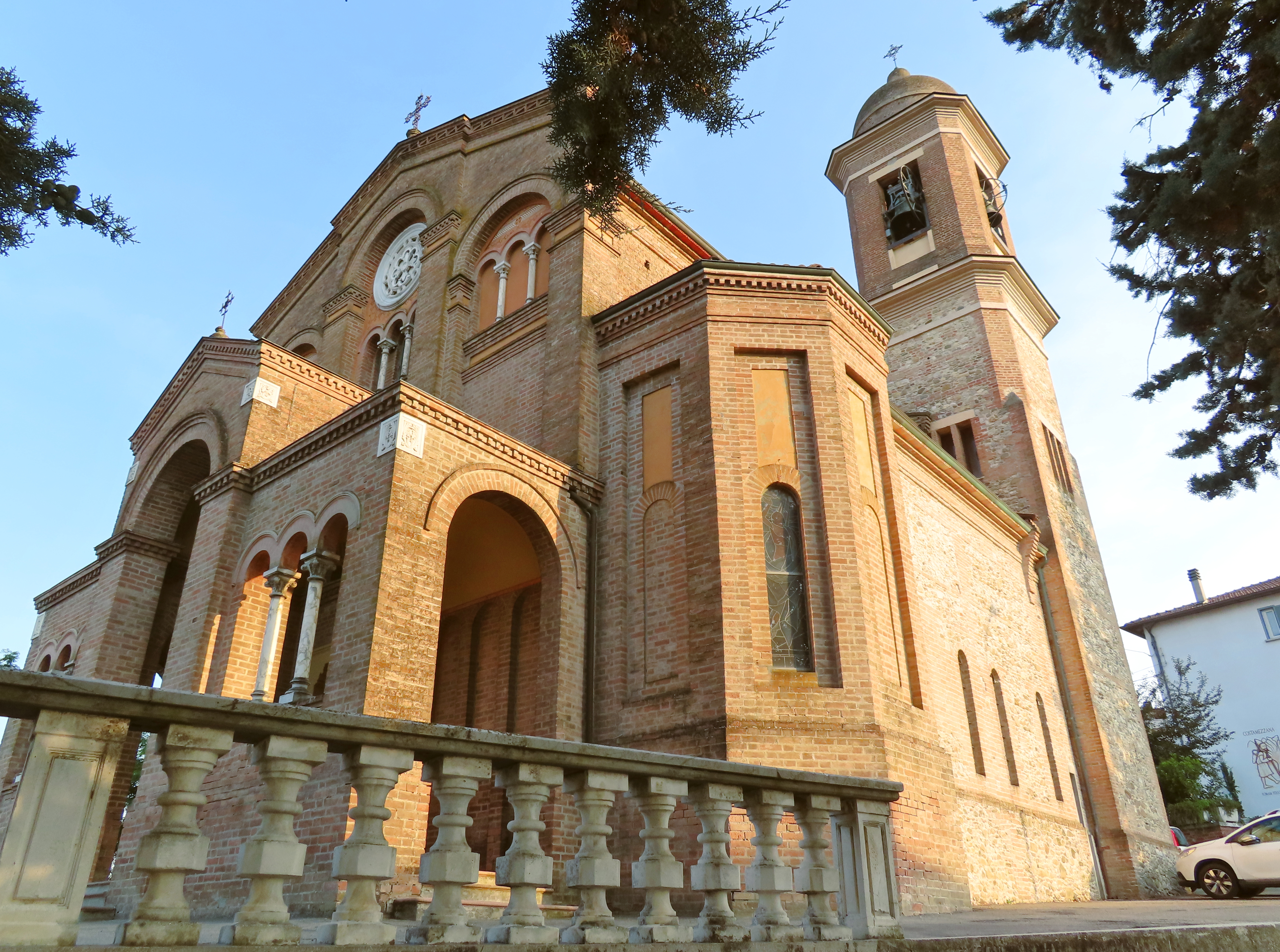
Facciata e lato ovest

La chiesa si sviluppa su un impianto a navata unica affiancata da tre cappelle per lato, con ingresso a nord-est e presbiterio absidato a sud-ovest.
La simmetrica facciata a capanna, interamente rivestita in laterizio, è preceduta da un ampio sagrato raggiungibile attraverso una monumentale scalinata in pietra a due rampe; dal prospetto aggetta un nartece suddiviso in tre parti, di cui la centrale, più alta, coronata da una cuspide ornata con un motivo a denti di sega; nel mezzo si apre un'arcata a tutto sesto, retta da due pilastri, mentre ai lati si trovano due trifore scandite da colonnine in marmo con capitelli riccamente scolpiti; nel mezzo del portico si affaccia l'ampio portale d'ingresso, delimitato da una cornice intonacata; più in alto è posta una finestra a lunetta, incorniciata in pietra. La parte superiore della facciata è tripartita da quattro paraste coronate da capitelli, su cui si impostano tre grandi arcate a tutto sesto; al centro è collocata una trifora, sormontata da un ampio rosone in marmo bianco traforato; ai lati si trovano due trifore cieche. A coronamento corre lungo i due spioventi del tetto un motivo a scalini.
Dai fianchi aggettano le cappelle; le prime due si sviluppano su una pianta poligonale, con fronti in laterizio decorate con cornici e illuminate da alte monofore ad arco a tutto sesto; le successive sono rivestite, come il campanile, in pietra, frammista a mattoni in corrispondenza degli spigoli. La torre si eleva al termine del prospetto destro; la cella campanaria si affaccia sui quattro lati attraverso aperture rettangolari, sormontate da architravi in pietra; in sommità si staglia sopra al cornicione perimetrale modanato la cupola di coronamento.
Dal retro aggetta l'abside in pietra e mattoni, illuminata da due monofore laterali e da una trifora centrale.
All'interno la navata, coperta da una volta a botte, è affiancata dalle ampie arcate a tutto sesto delle cappelle laterali, scandite da lesene in marmo.
Il presbiterio, lievemente sopraelevato, è preceduto dall'arco trionfale a tutto sesto e chiuso da una balaustra marmorea; l'ambiente, coperto da una volta a botte dipinta, ospita l'altare maggiore a mensa, retto da quattro colonnine in marmo, e l'ambone, ornato con un medaglione raffigurante un'Aquila; sul fondo l'abside è chiusa superiormente dal catino, decorato con un affresco rappresentante l'Ultima Cena, realizzato da Piero Furlotti.
La prima cappella sulla destra, dedicata al battistero, è ornata con un affresco raffigurante il Battesimo di Cristo, anch'esso opera di Furlotti; dello stesso autore è il Martirio di Sant'Agata, posto nella cappella di fronte intitolata a sant'Agata.